# بهینه‌سازی موتور جستجو
بهینه‌سازی موتور جستجو یا سئو (به انگلیسی: SEO، مخفف Search Engine Optimization)، به مجموعه اقداماتی گفته می‌شود که با به کار بردن آنها، صفحات یک وب‌سایت یا یک صفحه وب در نتایج جستجوی یک موتور جستجو بالاتر از رقبا دیده می‌شود. معمولاً وب‌سایت‌هایی که بالاترین مکان و بیشترین تکرار در صفحه نتایج جستجو را دارند، بازدیدکننده بیشتری از طریق موتورهای جستجو نظیر گوگل به دست می‌آوردند و این بازدیدکنندگان می‌توانند به مشتری تبدیل شوند.
با پیشرفت فناوری‌های هوش مصنوعی، به‌ویژه مدل‌های زبانی مولد مانند ChatGPT و Google Bard، مفهومی جدید به‌نام بهینه‌سازی برای موتورهای مولد (به انگلیسی: Generative Engine Optimization یا به‌اختصار GEO) مطرح شده است.
این مفهوم مکمل سئو (SEO) است، نه جایگزین آن. GEO به مجموعه‌ای از تکنیک‌ها اشاره دارد که با هدف افزایش دیده‌شدن برند یا محتوای یک وب‌سایت در پاسخ‌های ارائه‌شده توسط مدل‌های زبانی و چت‌بات‌های هوش مصنوعی توسعه یافته‌اند.
در حالی‌که سئو بر بهینه‌سازی برای موتورهای جستجویی مانند گوگل یا بینگ تمرکز دارد، GEO تمرکز خود را بر پاسخ‌های مستقیم مدل‌های هوش مصنوعی قرار می‌دهد که بدون نمایش نتایج جستجو ارائه می‌شوند؛ بنابراین، سئو و GEO دو مسیر موازی و مکمل برای بهینه‌سازی حضور دیجیتال هستند، نه جایگزین یکدیگر.
مهم‌ترین سؤالی که کاربران از خود می‌پرسند آن است که تعریف دقیق سئو چیست. سئو مجموعه فعالیت‌هایی است که در طراحی سایت، تعیین استراتژی محتوایی و تولید محتوا انجام می‌دهیم تا جایگاه بهتری در نتایج جستجوی گوگل کسب کرده و بازدیدکننده بیشتری برای طراحی وب سایت جذب کنیم.
سئو انواع گوناگون جستجو را دربرمی‌گیرد؛ از جمله جستجوی تصویر، جستجو در ویدیو، جستجوی دانشگاهی، جستجو در اخبار و جستجو در نقشه. «سئو» یک سایت شامل فاکتورهای زیادی می‌شود، که توسط موتورهای جستجو بررسی و بازبینی می‌شوند. این فاکتورها را می‌توان به دو بخش کلی تقسیم نمود؛ سئوی داخلی (on-page seo) و سئوی خارجی(off-page seo) که در ادامه به هر کدام خواهیم پرداخت.
از دید بازاریابی اینترنتی، «سئو» به چگونگی کار کردن موتورهای جستجو و اینکه کاربران چه چیزی جستجو می‌کنند و همین‌طور کلمات کلیدی تایپ‌شده و اینکه کدام یک از موتورهای جستجو توسط مخاطبان مورد توجه قرار می‌گیرد را مورد بررسی قرار می‌دهد.
سئو یا بهینه سازی وب‌سایت، شامل توسعه و ویرایش مطالب موجود در خود سایت و اچ‌تی‌ام‌ال و برنامه‌نویسی و همچنین ارتباط بین کلمات کلیدی و حذف موانع مربوط به فعالیت‌های نمایه‌سازی در موتور جستجو و ترویج یک سایت، برای افزایش تعداد لینک‌دهنده یا لینک‌های ورودی و دیگر تاکتیک‌های جستجوگرها است. برای بهبود سئو سایت بهتر است با مهم‌ترین الگوریتم‌های تأثیرگذار در سئو سایت آشنا شده و کاربرد هر الگوریتم در بهبود بهینه‌سازی سایت را مورد بررسی قرار دهید.
در نتیجه در خلاصه‌ترین تعریف «سئو» را می‌توان به معنای بهینه‌سازی سایت برای موتورهای جستجو دانست.

## تاریخچهٔ سئو
پیچ و برین، گوگل را در سال ۱۹۹۸ بنیان‌گذاری کردند. گوگل درمیان کاربران فزاینده اینترنت، هواداران ثابت‌قدمی را به خود جذب کرد که طراحی ساده آن را دوست داشتند. عوامل خارج از صفحه (مانند رتبه صفحه و تجزیه تحلیل لینک) نیز همانند عوامل داخل صفحه (فراوانی واژه‌های کلیدی، متاتگ‌ها، عنوان‌ها، لینک و ساختار وب‌سایت) مورد توجه قرار گرفتند تا گوگل را قادر به این امر سازند که از نوعی دست‌کاری که در موتورهای جستجویی دیده می‌شود، که تنها به عوامل داخل صفحه توجه می‌کنند، اجتناب نماید.
در آگوست ۲۰۲۲، گوگل سیستمی به‌نام Helpful Content System معرفی کرد؛ سیگنالی در سطح سایت (site-wide signal) که با هدف شناسایی محتوایی طراحی شده بود که در درجهٔ اول برای موتورهای جستجو تولید شده‌اند، نه برای کاربران واقعی.
این سیستم با بهره‌گیری از یادگیری ماشین، بخشی از تلاش‌های گوگل برای ترویج محتوای «انسان‌محور» (people-first content) به‌شمار می‌رفت.
در سپتامبر ۲۰۲۳، گوگل اعلام کرد که سیستم محتوای مفید دیگر به‌عنوان یک مؤلفهٔ مستقل عمل نمی‌کند و در ساختار کلی الگوریتم‌های هسته‌ای ادغام شده است. از آن پس، به‌روزرسانی‌های مرتبط با آن بخشی از Core Updates محسوب می‌شوند و به‌صورت جداگانه اعلام نمی‌شوند.

## روش‌ها

### جلوگیری از خزش (noindex)
به‌منظور جلوگیری از محتوای نامطلوب در ایندکس‌های جستجو، مدیران شبکه می‌توانند به عنکبوت‌ها (به انگلیسی: Spider) دستور بدهند که فایل‌ها یا دایرکتوری‌های خاصی را درون فایل استاندارد robots.txt در دایرکتوری اصلی دامنه، مورد بررسی و خزش (به انگلیسی: Crawl) قرار ندهند. به‌علاوه، یک صفحه می‌تواند صراحتاً از پایگاه داده‌ها مورد جستجو خارج شود؛ که این عمل از طریق استفاده از متاتگ‌های مخصوص به ربات‌ها صورت می‌گیرد. هنگامی که یک موتور جستجو از یک سایت بازدید می‌کند فایل robots.txt واقع در دایرکتوری اصلی، نخستین جایی است که مورد خزش قرار می‌گیرد. سپس فایل robots.txt تجزیه شده و به ربات دستور داده می‌شود که کدام صفحات نباید مورد بررسی و خزش قرار گیرد. از آنجایی که خزنده موتور جستجو ممکن است که یک نسخه از این فایل را نگه دارد، گاهی ممکن است که صفحاتی مورد خزش قرار گیرند که مدیر شبکه تمایلی به آن‌ها ندارد. به‌طور معمول، صفحاتی که از خزش خارج می‌شوند عبارت‌اند از صفحات ورودی خاص، مانند صفحات مربوط به کارت‌های خرید و صفحات مربوط به محتوای شخصی کاربر، نظیر نتایج جستجوی حاصل از جستجوهای داخلی. در مارس ۲۰۰۷، گوگل به مدیران شبکه هشدار داد که باید از ایندکس‌شدن نتایج جستجوی داخلی جلوگیری کنند؛ زیرا این صفحات، هرزنامه جستجو هستند. در ادامه بحث گفتنی است: نبود سایت مپ نیز مانع از آن می‌شود که ربات درک درستی از صفحات شما داشته باشد. همواره یک سایت مپ خوب تأثیر بسیار مهمی در خزش درست و خواندن کامل صفحات شما را دارد.

### افزایش برتری
از روش‌های مؤثر در برتری در لینک‌های گوگل، می‌توان به سوشال‌ها (صفحات اجتماعی)، ساخت بک‌لینک‌های طبیعی در صفحات اجتماعی و ارسال دیدگاه در وب‌سایت‌های دیگران اشاره کرد. در این بین باید توجه کافی را داشته باشید تا از سایت‌های اسپم شده لینک نگیرید که باعث رشد منفی سایت شما خواهد شد. تکنیک‌های برتر دیگری که در این مقوله استفاده می‌شود، توجه به استانداردهای w3c است که سئوی وبگاه را بهبود بخشیده و کمک شایانی به آن وبگاه می‌کند. استفاده از گوگل‌سرچ‌کنسول و تنظیم آن، می‌تواند کمک ویژه‌ای به آگاهی شما نسبت به شرایط آن سایت کند.

### روش‌های کلاه سفید در مقابل تکنیک‌های کلاه سیاه
روش‌های سئو را می‌توان به دو دسته طبقه‌بندی کرد:
- روش سئو کلاه سفید: این روش مطابق با استاندارهای موتورهای جستجو است.
- روش سئو کلاه سیاه: این روش مطابق با استانداردهای موتورهای جستجو نیست.

موتورهای جستجو در ستیز با روش کلاه‌سیاه بوده‌اند. دریافت نتیجه در روش سئو کلاه سفید زمان طولانی‌تری می‌برد اما ماندگارتر است؛ در حالی که دریافت نتیجه در در روش سئو کلاه سیاه اگر هم زودبازده باشد، موقتی است و هنگامی که موتورهای جستجو پی به این رفتارهای غیراصولی ببرند، وبگاه را جریمه خواهند کرد.

## الگوریتم‌های موتور جستجو چگونه کار می‌کنند؟
الگوریتم، مجموعه‌ای از قوانین و فرآیندهای دقیق و از پیش تعیین‌شده است که موتورهای جستجو از آن برای تجزیه‌وتحلیل اطلاعات و نمایش مرتبط‌ترین نتایج به کاربران استفاده می‌کنند. این قوانین تعیین می‌کنند که کدام صفحات وب در پاسخ به یک جستجو نمایش داده شوند، با چه اولویتی رتبه‌بندی شوند و چگونه نیازهای کاربران را برآورده کنند.
موتورهای جستجو مانند گوگل از الگوریتم‌ها برای ارزیابی میلیاردها صفحه وب استفاده می‌کنند. این الگوریتم‌ها بر اساس صدها معیار (مانند کیفیت محتوا، سرعت بارگذاری، تجربه کاربری، و غیره) تصمیم می‌گیرند کدام صفحات شایسته قرار گرفتن در صدر نتایج جستجو هستند. هدف اصلی آن‌ها ارائه بهترین و مرتبط‌ترین پاسخ‌ها به کاربران است.

### الگوریتم‌های کلیدی گوگل[۱۴]
گوگل، به عنوان یکی از پیشرفته‌ترین موتورهای جستجو، در طول سال‌ها الگوریتم‌های مختلفی را توسعه داده تا نتایج جستجو را بهبود بخشد. در ادامه برخی از مهم‌ترین الگوریتم‌های گوگل و نحوه عملکرد آن‌ها بررسی شده است.
- الگوریتم Panda - 2011 این الگوریتم با هدف بهبود کیفیت محتوا معرفی شد و تأثیر چشمگیری بر وب‌سایت‌هایی داشت که محتوای کم‌کیفیت یا تکراری منتشر می‌کردند. پاندا به طور خاص به شناسایی سایت‌هایی پرداخت که از محتوای کپی‌شده یا بی‌ارزش استفاده می‌کردند و آن‌ها را جریمه کرد. این جریمه می‌توانست به کاهش شدید رتبه سایت در نتایج جستجو منجر شود. در مقابل، سایت‌هایی که محتوای منحصربه‌فرد، ارزشمند و مرتبط ارائه می‌دادند، رتبه‌های بالاتری کسب کردند. پاندا همچنین به مبارزه با تکنیک‌هایی مانند پر کردن کلمات کلیدی (Keyword Stuffing) پرداخت که برای فریب موتورهای جستجو استفاده می‌شد.
- الگوریتم Penruin - 2012 الگوریتم پنگوئن برای مقابله با لینک‌های اسپم و غیرطبیعی طراحی شد. در آن زمان، بسیاری از وب‌سایت‌ها از روش‌های غیراصولی برای ساخت لینک‌های ورودی استفاده می‌کردند تا رتبه خود را در نتایج جستجو افزایش دهند. پنگوئن این لینک‌ها را شناسایی کرده و سایت‌های متخلف را جریمه کرد. در مقابل، وب‌سایت‌هایی که از لینک‌های طبیعی و معتبر برخوردار بودند، رتبه بهتری دریافت کردند. این الگوریتم تأکید زیادی بر کیفیت لینک‌ها داشت و به کاربران نشان داد که لینک‌سازی صحیح و اصولی اهمیت بسیاری دارد.
- الگوریتم مرغ مگس‌خوار (Hummingbird) - 2013 مرغ مگس‌خوار الگوریتمی بود که تمرکز اصلی آن بر درک هدف جستجو (Search Intent) کاربران بود. این الگوریتم تلاش کرد تا به جای تطبیق دقیق کلمات کلیدی، مفهوم کلی جستجو را درک کند. برای مثال، اگر کاربری عبارت «بهترین رستوران‌های نزدیک من» را جستجو کند، گوگل با استفاده از مرغ مگس‌خوار تلاش می‌کند تا نتایج مرتبطی را بر اساس مکان کاربر و نوع رستوران‌های مورد نظر او ارائه دهد. این الگوریتم همچنین به بهبود جستجوهای مکالمه‌ای کمک کرد و سؤالات طولانی‌تر کاربران را بهتر تحلیل کرد.
- الگوریتم RankBrain - 2015 RankBrain یکی از پیشرفته‌ترین الگوریتم‌های گوگل است که از هوش مصنوعی و یادگیری ماشین (Machine Learning) استفاده می‌کند. این الگوریتم رفتار کاربران را تحلیل کرده و بر اساس اطلاعات به دست آمده، نتایج جستجو را بهبود می‌بخشد. برای مثال، RankBrain مدت زمانی که کاربران در یک صفحه باقی می‌مانند و میزان تعامل آن‌ها با محتوا را بررسی می‌کند. سپس با استفاده از این اطلاعات، نتایج مرتبط‌تری را برای جستجوهای مشابه ارائه می‌دهد. این الگوریتم با یادگیری مداوم از رفتار کاربران، توانایی ارائه نتایجی دقیق‌تر و هدفمندتر را پیدا کرده است.
- الگوریتم Core Web Vitals - 2021 Core Web Vitals یکی از جدیدترین الگوریتم‌های گوگل است که بر تجربه کاربری تمرکز دارد. این الگوریتم سه معیار اصلی را برای ارزیابی کیفیت تجربه کاربری معرفی کرده است:
  - معیار اول Largest Contentful Paint (LCP): مدت زمانی که طول می‌کشد تا بزرگ‌ترین بخش محتوای صفحه بارگذاری شود. این معیار سرعت بارگذاری صفحه را ارزیابی می‌کند.
  - معیار دوم First Input Delay (FID): مدت زمان واکنش صفحه به اولین تعامل کاربر، مانند کلیک یا تایپ. این معیار تعامل‌پذیری صفحه را اندازه‌گیری می‌کند.
  - معیار سوم Cumulative Layout Shift (CLS): میزان جابه‌جایی‌های غیرمنتظره عناصر در صفحه که ممکن است تجربه کاربر را مختل کند.  این الگوریتم با تأکید بر بهبود سرعت، تعامل‌پذیری و ثبات صفحات وب، تجربه بهتری را برای کاربران تضمین می‌کند.

الگوریتم‌های موتور جستجو به‌عنوان ستون فقرات عملکرد آن‌ها، نقش حیاتی در تنظیم نتایج جستجو و ارائه تجربه کاربری بهتر دارند. هر یک از این الگوریتم‌ها با تمرکز بر یک جنبه خاص از کیفیت وب‌سایت‌ها (مانند محتوا، لینک‌ها، یا تجربه کاربری) به بهبود دنیای وب کمک می‌کنند و در نهایت تجربه‌ای بهتر و مرتبط‌تر برای کاربران فراهم می‌کنند.

### واژگان در پست‌ها و عنوان
موتورهای جستجو الگوسازی‌های هوشمندی برای جداسازی زبان‌های کشورهای مختلف از یکدیگر دارند. برای مثال فارسی و عربی هردو با خط عربی نوشته می‌شوند و حتی از نظر واژگان نیز تا اندازه قابل توجهی مشابه هم هستند. برای مثال در یک جستجوی خبری از سیستم درون ایران آن خبری بالاتر می‌آید که متن آن دارای واژگان دارای حرف‌ها و واژگان انحصاری فارسی به اندازه بالاتری باشد. در سال ۲۰۱۹ این تکنیک برای وبگاه‌های بالای یک میلیون در رده‌بندی الکسا نیز کاربردی بوده است و انحصاری بودن واژگان پست در زبان هدف وبگاه (مثلاً انگلیسی یا فارسی)، از سال‌های دور به عنوان یک الگوی معتبر کاربردی در نظر گرفته شده است. اینکه واژگان انحصاری در زبان کشور در پست‌ها و عنوان مهم هستند تأیید شده اما اهمیت کاربردشان در برچسب‌ها هرگز اشاره نشده است.

## بازارهای جهانی
تکنیک‌های بهینه‌سازی شدیداً متناسب با موتورهای جستجو غالب در بازار هدف تنظیم می‌شوند. سهام بازار موتورهای جستجو از بازاری به بازاری دیگر و مانند وجود یک رقابت، تغییر می‌کنند. در سال ۲۰۰۳، دنی سالیوان اظهار کرد که گوگل حدود ۷۵ درصد کل جستجوها را انجام داده است. در بازارهای خارج از آمریکا، سهم گوگل اغلب بیشتر است و از سال ۲۰۰۷، گوگل در جایگاه موتور جستجوی غالب در سراسر جهان باقی مانده است.
از سال ۲۰۰۶، گوگل ۸۵ تا ۹۰ درصد سهم بازار آلمان را در اختیار دارد. درحالی‌که صدها شرکت سئو در آن زمان در آمریکا وجود داشت، فقط حدود ۵ مورد از آن در آلمان کار می‌کرد. از ژوئن ۲۰۰۸، بر اساس اعلام هیت‌وایس، سهم گوگل از بازار بریتانیا نزدیک به ۹۰ درصد بوده است. آن عدد از طریق چند کشور حاصل می‌شود.

## بازارهای ایران
در بازار ایران، موتور جست‌وجوی گوگل به‌طور قاطع حکمرانی می‌کند و سهم آن در آوریل ۲۰۲۵ از ۹۹٪ نیز فراتر رفته است.

## پیشینه حقوقی
در ۱۷ اکتبر ۲۰۰۲، سرچ‌کینگ در دادگاه منطقه‌ای آمریکا در منطقه غربی اوکلاهاما، دادخواستی علیه موتور جستجوی گوگل داد. او ادعا کرد که تاکتیک‌ها و روش‌های گوگل در جلوگیری از هرز آگهی‌ها، موجب ایجاد یک تداخل زیان‌آور با روابط قراردادی شده است. در ۲۷ می ۲۰۰۳، دادگاه شکایت علیه گوگل را رد کرد؛ زیرا سرچ‌کینگ نتوانست ادعایش را که می‌توانست منجر به دریافت خسارت شود، اثبات کند.
در مارس ۲۰۰۶، کیندراستارت به دلیل رتبه‌بندی‌های موتور جستجوی گوگل، در دادگاه طرح دعوی کرد. پیش از این اقامه دعوی، وب‌سایت کیندراستارت از ایندکس گوگل خارج شد و ترافیک سایت تا ۷۰ درصد کاهش یافت. در ۱۶ مارس ۲۰۰۷، دادگاه منطقه‌ای آمریکا در منطقه شمالی کالیفرنیا (بخش سن خوزه)، شکایت کیندراستارت را رد کرده و این شرکت را مکلف به پرداخت بخشی از هزینه‌های حقوقی گوگل کرد.